# Junco do Maranhão
Junco do Maranhão é um município brasileiro do estado do Maranhão. Possui 5 146 habitantes, de acordo com estimativas do Instituto Brasileiro de Geografia e Estatística (IBGE) em 2022.

## História

#### Criação e emancipação política
Junco do Maranhão originou-se da antiga localidade do Povoado Junco. O município foi oficialmente criado pela Lei Estadual nº 6.165 de 10 de novembro de 1994, desmembrando-se de três municípios Carutapera, Godofredo Viana e Luís Domingues.

#### Organização administrativa
A instalação oficial ocorreu em 1° de janeiro de 1997, quando o antigo povoado foi elevado à categoria de cidade, mantendo sua subordinação à Comarca de Carutapera. Desde sua criação, a estrutura administrativa do município permaneceu inalterada, constituída apenas pelo distrito sede, conforme registrado na divisão territorial de 2001.

## Geografia
A área do território de Junco do Maranhão é de 568,499 quilômetros quadrados, o que o coloca na posição 160 dentre as 217 cidades do Maranhão.
| Área da unidade territorial [2024] | 568,499 km²                                              |
| Hierarquia urbana [2018]           | Centro Local                                             |
| Região de Influência [2018]        | Arranjo Populacional de São Luís/MA - Capital Regional A |
| Região intermediária [2024]        | Santa Inês - Bacabal                                     |
| Região imediata [2024]             | Governador Nunes Freire                                  |
| Mesorregião [2022]                 | Oeste Maranhense                                         |
| Microrregião [2022]                | Gurupi                                                   |

Fonte: IBGE
| Bioma predominante [2024]             | Amazônia |
| Área urbanizada [2019]                | 1,71 km² |
| Esgotamento sanitário adequado [2010] | 50,2 %   |
| Arborização de vias públicas [2010]   | 40,1 %   |
| Urbanização de vias públicas [2010]   | 0 %      |

Fonte: IBGE

### Demografia
Segundo dados do Censo Demográfico de 2022, Junco do Maranhão contava com 5.146 habitantes, resultando em uma densidade populacional de aproximadamente 9,05 habitante por quilômetro quadrado. No contexto estadual, o município ocupava a 211 posição em número de habitantes e a 177 em densidade demográfica comparando-se com outros municípios do estado do Maranhão. A estimativa populacional para o ano de 2024 era de 5.275 habitantes.
Educação
Em 2010, a taxa de escolarização de crianças entre 6 e 14 anos em Junco do Maranhão era de 98,3 %, colocando o município na 19 colocação entre os 217 do estado. Quanto ao Índice de Desenvolvimento da Educação Básica (IDEB) referente ao ano de 2023, os anos iniciais do ensino fundamental na rede pública apresentaram índice de 5,8 enquanto os anos finais atingiram 4,6.
| Taxa de escolarização de 6 a 14 anos de idade [2010]             | 98,3 %           |
| IDEB – Anos iniciais do ensino fundamental (Rede pública) [2023] | 5,8              |
| IDEB – Anos finais do ensino fundamental (Rede pública) [2023]   | 4,6              |
| Matrículas no ensino fundamental [2023]                          | 1.021 matrículas |
| Matrículas no ensino médio [2023]                                | 208 matrículas   |
| Docentes no ensino fundamental [2023]                            | 100 docentes     |
| Docentes no ensino médio [2023]                                  | 14 docentes      |
| Número de estabelecimentos de ensino fundamental [2023]          | 10 escolas       |
| Número de estabelecimentos de ensino médio [2023]                | 1 escolas        |

Fonte: IBGE
Economia
Em 2021, o Produto Interno Bruto (PIB) per capita de Junco do Maranhão foi de R$ 14.239,39, valor que colocava o município na 39 posição entre os 217 do estado do Maranhão.
| PIB per capita [2021]                                    | 14.239,39 R$ |
| Índice de Desenvolvimento Humano Municipal (IDHM) [2010] | 0,552        |

Fonte: IBGE
| Salário médio mensal dos trabalhadores formais [2022]                                             | 1,5 salários mínimos |
| Pessoal ocupado [2022]                                                                            | 675 pessoas          |
| População ocupada [2022]                                                                          | 13,12 %              |
| Percentual da população com rendimento nominal mensal per capita de até 1/2 salário mínimo [2010] | 50,7 %               |

Fonte: IBGE
Saúde
| Mortalidade Infantil [2022]          | 14,08 óbitos por mil nascidos vivos |
| Estabelecimentos de Saúde SUS [2009] | 2 estabelecimentos                  |

Fonte: IBGE